# 오프화이트
오프화이트(Off-White)는 이탈리아의 패션 브랜드로, 주로 스트릿웨어를 취급한다. 2012년 이탈리아 밀라노에서 미국인 패션 디자이너 버질 아블로가 창립하였다. 버질 아블로는 루이비통에서 현재 남성복 수석 디자이너로 활동중이며, 오프화이트에서 디자이너를 맡고 있다. 오프화이트는 2019년 나이키와의 협업으로 큰 성공을 이루었고, 콜라보하여 발매하는 신발마다 리셀가가 100만원을 호가하는 현상이 발생했다. 가장 높은 가격까지 올라간 나이키 조던 1 시카고 x 오프화이트는 리셀가가 500~1000만원까지 올랐다. 오프화이트는 다방면에서 협업을 하여 그들의 이름을 알렸다. 오프화이트가 협업한 브랜드로는 몽클레어, 크롬하츠, 리모와, , 이케아 등등 다양한 브랜드들과 여러차례 협업을 했다.
오프화이트의 대표 로고 중 하나인 화살표 로고는 '글래스고 공항'의 표지판을 배낀 것이라고 공항에 디자인 사용료를 지불해야 한다고 하자, 표절 논란을 피하기 위해 그 다음 해, 새로운 로고를 선보였다.
오프화이트 브랜드의 특징으로는 택 부분에 케이블 타이를 달아주고 제품에 오렌지색 택이 있다. 그가 만든 제품들은 해체주의적 성향을 띠고 있으며 특히 오프화이트와 나이키의 'THE TEN' 콜라보에서 그의 성향을 파악할 수 있었다. 그는 일상생활에서 사용하는 클립이나 케이블 타이 등을 자신의 제품에 사용하여 독창성을 선보인다.

## 같이 보기
- 루이비통